# Каравія
Каравія (ісп. Caravia) — муніципалітет в Іспанії, у складі автономної спільноти Астурія. Населення — 536 осіб (2009).
Муніципалітет розташований на відстані близько 360 км на північ від Мадрида, 55 км на схід від Ов'єдо.
Муніципалітет складається з таких паррокій: Каравія-Альта, Каравія-Баха.

## Демографія
Динаміка населення (INE ):

## Галерея зображень

Розташування муніципалітету
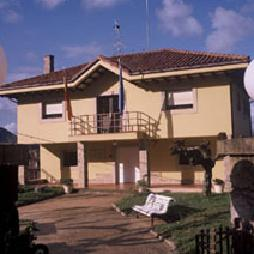
Муніципальна рада
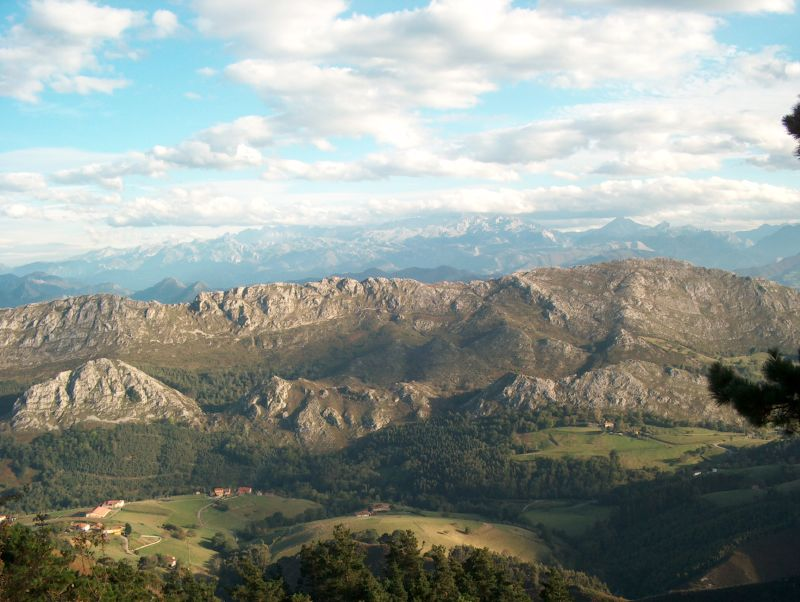
Сьєрра-дель-Суеве